# Sentier de grande randonnée 861
Le sentier de grande randonnée 861 - Via Garona (GR 861) est long de 170 km et relie Toulouse à Saint-Bertrand-de-Comminges.
C'est un chemin qui suit le fleuve Garonne et traverse le département de la Haute-Garonne en passant par 41 communes. Il part de la place Saint-Sernin pour arriver devant la cathédrale Notre-Dame.
Inauguré le 1er juillet 2017, le chemin constitue une renaissance de la voie traditionnelle suivie du Moyen Âge à la Révolution par les pèlerins qui se rendaient à Compostelle en passant par le piémont pyrénéen et le chemin du piémont pyrénéen. Il a été retracé par Jean-Marc Souchon qui a pu prouver dès 2012 l'existence d'une ancienne voie de pèlerinage dans la vallée de la Garonne.
C'est aussi une liaison entre deux itinéraires vers Compostelle : la voie d'Arles et celle du Piémont.

## Les principales étapes
Toulouse
 Muret
 Carbonne
 Saint-Martory
 Saint-Gaudens
 Saint-Bertrand-de-Comminges

## Source
- Article dans La Dépêche
- Association des Amis des Chemins de Saint Jacques en Occitanie